# Vandpest
Vandpest (Elodea) er en slægt med ca. 10 arter, der er udbredt i Nordamerika. Det er vandplanter med en slynget og kun svagt forgrenet vækst. Stænglerne er runde i tværsnit og bærer bladene i kranse á tre. Bladene er linjeformede og helrandede med én tydelig midterribbe. Blomsterne er 3-tallige og uregelmæssige, idet planterne er tvebo. Frugterne er kapsler.
| Beskrevne arter |

- Almindelig vandpest (Elodea canadensis)

| Andre arter |

- Elodea bifoliata
- Elodea canadensis
- Elodea nuttallii

Bemærk, at man i akvariesammenhænge ofte betegner arterne af Kæmpevandpest (Egeria) som "Vandpest", skønt de altså tilhører en anden slægt.